# Rich Man, Poor Woman
Rich Man, Poor Woman è un dorama stagionale estivo prodotto e mandato in onda da Fuji TV nel 2012 in 11 puntate; è stato seguito da uno special conclusivo l'anno seguente con gli stessi attori protagonisti. Nel 2018 ne è stata tratta anche una versione coreana.

## Trama
Hyuga Toru è un uomo di 29 anni che, grazie a un sito internet da lui creato e una serie di situazioni favorevoli, è riuscito a diventare miliardario dal nulla, tanto da apparire sulla celebre rivista Forbes. Tuttavia la ricchezza non gli ha donato la felicità, ma l'ha anzi reso molto sospettoso riguardo alle persone a lui vicine, che accusa di essere interessate solo alla sua fortuna.
Natsui Makoto è una studentessa universitaria squattrinata che per quanto ci provi non riesce a trovare un impiego.
Durante un convegno per nuove assunzioni all'interno della compagnia di Hyuga "Next Innovation", Makoto per riuscire ad essere assunta fingerá di chiamarsi Sawaki Chihiro, nome della madre di Hyuga. Inizierà così a lavorare nella compagnia Next Innovation.

## Cast
- Shun Oguri - Hyuga Toru
- Satomi Ishihara - Sawaki Chihiro/Natsui Makoto
- Arata Iura - Asahina Kosuke
- Saki Aibu - Asahina Yoko
- Yosuke Asari - Yasuoka Michiya
- Takeo Nakahara - Fueki Tadamasa
- Yasuhi Nakamura - Ogawa Satoshi
- Kiyohiko Ueki - Hosoki Riichi
- Shirō Sano - Yamagami Toshiyuki
- Tomomi Maruyama - Nogi Yuta
- Yūki Furukawa - Kuga Tomoki
- Masumi Nomura - Ono Haruka
- Nozomi Yagi - Miyamae Tomoka
- Aiku Maikawa - Tateishi Risa

### Star ospiti
- Mao Daichi - Fujikawa Masako (ep1-2,9)
- Atom Shukugawa - Natsui Shinichi (ep1-3,10)
- Sena Manabe (ep1)
- Machiko Washio - Natsui Utako (ep3,10)
- Yuta Nakano - Sakaguchi Tetsuya (ep3,7,10)
- Yukijiro Hotaru - Natsui Shinjiro (ep3,10)
- Hisako Manda - owner of a diner/Sawaki Chihiro (ep3,10)
- Gō Ayano - Tono Akihiro (ep5-6,10)
- Tsurutaro Kataoka - Aoyama Makoto (ep5)
- Masaki Suda - Sakai Takahiro (ep6)
- Mansaku Fuwa - a security guard (ep8)
- Bengal - a prison guard (ep10-11)
- Koji Ishizaka - Udagawa Noboru (ep11)